# 4P田中くん
『4P田中くん』（よんぴーたなかくん）は、原作七三太朗、漫画川三番地の高校野球漫画である。『週刊少年チャンピオン』（秋田書店）で1986年30号から1996年24号まで連載された。コミックスは少年チャンピオンコミックスから全51巻。KCデラックス（講談社）から第一部として夏の甲子園大会までを収録した全9巻。タイトルの「4P」は「4番打者でピッチャー（投手）」の意。
「野球漫画のレジェンド」と称されることもあり、川﨑宗則、大瀬良大地といった日本のプロ野球選手も読んだことがある、影響を受けたと語っている。

## 本作品の特徴
1980年代後半から1990年代前半の高校野球の常識が多く散りばめられている。以下がその例になる。
監督による体罰やスパルタ特訓は当たり前
主人公の球児に対して令和時代であれば犯罪レベルのシゴキが行われる（序盤のみ）
球質が重い、軽いが誇張して描かれている
ムービングボールで芯を外すことによるものという理論的な説明もされている
サイン盗みは当たり前
塁上のランナーが球種を盗み打者へ伝達するシーンが多く描かれている
球速が150キロを超えると人間の眼の限界を超える
当時の高校野球では常識であった
ラフプレーが許容されている
ランナーへの過剰な接触行為が許されている
金属バットの特性を生かしたコンパクトなミート打法
バットを短く持ち、主人公の球児をはじめ多くの打者がこの打法で本格派投手を攻略している
主観時間が非常に長い
投球後の球が0.5秒未満で捕球される間に、登場人物間で数多くの会話が成立している。

## あらすじ
北東京（本作では東京都の甲子園出場高校は東東京、西東京に加え北東京の3校となっている）の野球名門高校栄興学園に「10年に1人の逸材」の特待生として入学してきた青森県出身の田中球児は素人同然だった。それもそのはず、10年に1人の逸材は同姓同名の別人だったのだ。学校都合で追い出すわけにもいかず、野球部の八十島監督は球児に厳しい個人特訓を課した。自主的に辞めるか、故障すれば辞めされる口実にもなるという目論見だったが、球児は特訓をこなして行った。次に監督は練習試合で球児を起用し、実力が伴わないことを明らかにしようとするが、球児はチームメイトのアドバイスを聞き入れてホームランを打った上に勝利投手の権利をも獲得するという活躍をする。
その後も球児は成長を続け、栄興学園の投手かつ4番打者として、甲子園優勝を目指して活躍していく。